# Coppa panamericana maschile under 23 di pallavolo 2018
La Coppa panamericana maschile under 23 di pallavolo 2018, 4ª edizione dell'omonima competizione maschile di pallavolo, si è svolta dal 15 al 20 ottobre 2018 a Città del Guatemala, in Guatemala: al torneo hanno partecipato cinque squadre nazionali Under-23 nordamericane e sudamericane e la vittoria finale è andata per la seconda volta a Cuba.

## Impianti
|                                                                              |  |  |
|                                                                              |  |  |
| Domo Polideportivo Città: Città del Guatemala Capienza: - Anno d'apertura: - |  |  |

## Regolamento

### Formula
Le squadre hanno disputato una prima fase a gironi con formula del girone all'italiana; al termine della prima fase:
- Le due migliori prime classificate hanno acceduto direttamente alle semifinali.
- La terza migliore prima classificata e le seconde classificate hanno acceduto ai quarti di finale; le due formazioni vincitrici hanno acceduto alle semifinali, mentre le due sconfitte hanno acceduto alla finale per il quinto posto.
- Le migliore terza classificata ha acceduto direttamente alla finale per il settimo posto.
- Le altre due terze classificate hanno acceduto alla finale per il nono posto; la formazione vincitrice ha acceduto alla finale per settimo posto.

### Criteri di classifica
Se il risultato finale è stato di 3-0 sono stati assegnati 5 punti alla squadra vincente e 0 a quella sconfitta, se il risultato finale è stato di 3-1 sono stati assegnati 4 punti alla squadra vincente e 1 a quella sconfitta, se il risultato finale è stato di 3-2 sono stati assegnati 3 punti alla squadra vincente e 2 a quella sconfitta.
L'ordine del posizionamento in classifica è stato definito in base a:
- Numero di partite vinte;
- Punti;
- Ratio dei set vinti/persi;
- Ratio dei punti realizzati/subiti;
- Risultati degli scontri diretti.

## Squadre partecipanti
| Squadra   | Qualificazione      | Ultima partecipazione |
| --------- | ------------------- | --------------------- |
| Cuba      | -                   | Messico 2016          |
| Guatemala | Paese organizzatore | Messico 2016          |
| Messico   | -                   | Messico 2016          |
| Nicaragua | -                   | Debutto               |
| Perù      | -                   | Debutto               |

## Torneo

### Round-robin

#### Risultati
| 15 ottobre 2018 Domo Polideportivo, Città del Guatemala Durata: 1h:16 - Spettatori: 100 | Cuba      | 3 - 0 | Nicaragua | 25-17, 25-14, 25-13               |
| 15 ottobre 2018 Domo Polideportivo, Città del Guatemala Durata: 1h:41 - Spettatori: 200 | Guatemala | 3 - 1 | Perù      | 25-15, 19-25, 25-17, 27-25        |
| 16 ottobre 2018 Domo Polideportivo, Città del Guatemala Durata: 1h:03 - Spettatori: 50  | Perù      | 0 - 3 | Cuba      | 19-25, 10-25, 13-25               |
| 16 ottobre 2018 Domo Polideportivo, Città del Guatemala Durata: 1h:28 - Spettatori: 100 | Guatemala | 0 - 3 | Messico   | 23-25, 24-26, 23-25               |
| 17 ottobre 2018 Domo Polideportivo, Città del Guatemala Durata: 2h:32 - Spettatori: 50  | Perù      | 2 - 3 | Nicaragua | 25-23, 22-25, 18-25, 26-24, 10-15 |
| 17 ottobre 2018 Domo Polideportivo, Città del Guatemala Durata: 1h:32 - Spettatori: 120 | Messico   | 0 - 3 | Cuba      | 26-28, 17-25, 16-25               |
| 18 ottobre 2018 Domo Polideportivo, Città del Guatemala Durata: 1h:26 - Spettatori: 50  | Messico   | 3 - 0 | Perù      | 25-22, 25-21, 25-18               |
| 18 ottobre 2018 Domo Polideportivo, Città del Guatemala Durata: 1h:15 - Spettatori: 100 | Guatemala | 3 - 0 | Nicaragua | 25-21, 25-18, 25-21               |
| 19 ottobre 2018 Domo Polideportivo, Città del Guatemala Durata: 1h:11 - Spettatori: 200 | Nicaragua | 0 - 3 | Messico   | 22-25, 20-25, 22-25               |
| 19 ottobre 2018 Domo Polideportivo, Città del Guatemala Durata: 1h:10 - Spettatori: 200 | Guatemala | 0 - 3 | Cuba      | 14-25, 16-25, 25-27               |

#### Classifica
| Pos | Squadra   | Pt | G | V | P | SV | SP | Ratio | PF  | PS  | Ratio |
| --- | --------- | -- | - | - | - | -- | -- | ----- | --- | --- | ----- |
| 1   | Cuba      | 20 | 4 | 4 | 0 | 12 | 0  | MAX   | 305 | 200 | 1,525 |
| 2   | Messico   | 15 | 4 | 3 | 1 | 9  | 3  | 3,000 | 285 | 273 | 1,043 |
| 3   | Guatemala | 9  | 4 | 2 | 2 | 6  | 7  | 0,857 | 296 | 295 | 1,003 |
| 4   | Nicaragua | 3  | 4 | 1 | 3 | 3  | 11 | 0,272 | 280 | 326 | 0,858 |
| 5   | Perù      | 3  | 4 | 0 | 4 | 2  | 12 | 0.167 | 240 | 334 | 0.719 |

### Fase finale

#### Finale 3º posto
| 20 ottobre 2018 Domo Polideportivo, Città del Guatemala Durata: 2h:12 - Spettatori: 400 | Guatemala | 3 - 1 | Nicaragua | 28-26, 27-25, 22-25, 25-16 |

#### Finale
| 20 ottobre 2018 Domo Polideportivo, Città del Guatemala Durata: 1h:11 - Spettatori: 200 | Cuba | 3 - 0 | Messico | 25-16, 25-16, 25-12 |

## Classifica finale
| Pos     | Squadra   | Rosa |
| ------- | --------- | --- |
| Oro     | Cuba      | Formazione: 1 Massó, 2 Melgarejo, 3 Yant, 5 Concepción, 10 M. Gutiérrez, 11 Taboada, 13 Romero, 14 Goide, 17 Alonso, 18 López, 19 Salazar, 20 J. Gutiérrez, CT: Vives            |
| Argento | Messico   | Formazione: 2 Sánchez, 4 Sarabia, 5 Padilla, 6 Téllez, 7 González, 8 Carrillo, 9 Cervantes, 11 Olimon, 12 Mendoza, 14 Palato, 15 Hernández, 16 López, CT: Martell                |
| Bronzo  | Guatemala | Formazione: 1 Paz, 2 López, 3 Chacón, 4 Hernández, 6 Pineda, 7 Ruano, 8 Santa Cruz, 10 Ralón, 12 Quiñonez, 16 Ismalej, 17 Zuñiga, 20 Caballeros, CT: Lucas                       |
| 4       | Nicaragua | Formazione: 1 Zeledón, 2 García, 3 Baquedano, 4 Cardoza, 5 Valdivia, 6 Rostran, 7 Nuñez, 8 Cuadra, 9 Cerda, 10 Castillo, 11 Barrios, 12 B. Hernández, CT: O. Hernández           |
| 5       | Perù      | Formazione: 1 Jaramillo, 3 Aguilar, 4 Valladares, 10 Bocanegra, 11 Nakamatsu, 15 Aguirre, 17 Barbieri, 18 Mamani, 20 Cabrejos, 21 La Jara, 22 Gutiérrez, 23 Calvera, CT: Jiménez |

## Premi individuali
| Premio                | Nome                | Squadra   |
| --------------------- | ------------------- | --------- |
| MVP                   | Roamy Alonso        | Cuba      |
| Miglior realizzatore  | Carlos López        | Guatemala |
| Miglior servizio      | Osniel Melgarejo    | Cuba      |
| Miglior difesa        | Miguel Castillo     | Nicaragua |
| Miglior ricevitore    | Jhonathan Nakamatsu | Perù      |
| Miglior palleggiatore | Adán Ruano          | Guatemala |
| Miglior opposto       | Miguel Gutiérrez    | Cuba      |
| Miglior schiacciatore | Osniel Melgarejo    | Cuba      |
| Miglior schiacciatore | Miguel Ángel López  | Cuba      |
| Miglior centrale      | Josué López         | Messico   |
| Miglior centrale      | José Massó          | Cuba      |
| Miglior libero        | Jhonathan Nakamatsu | Perù      |